# Wings 3D

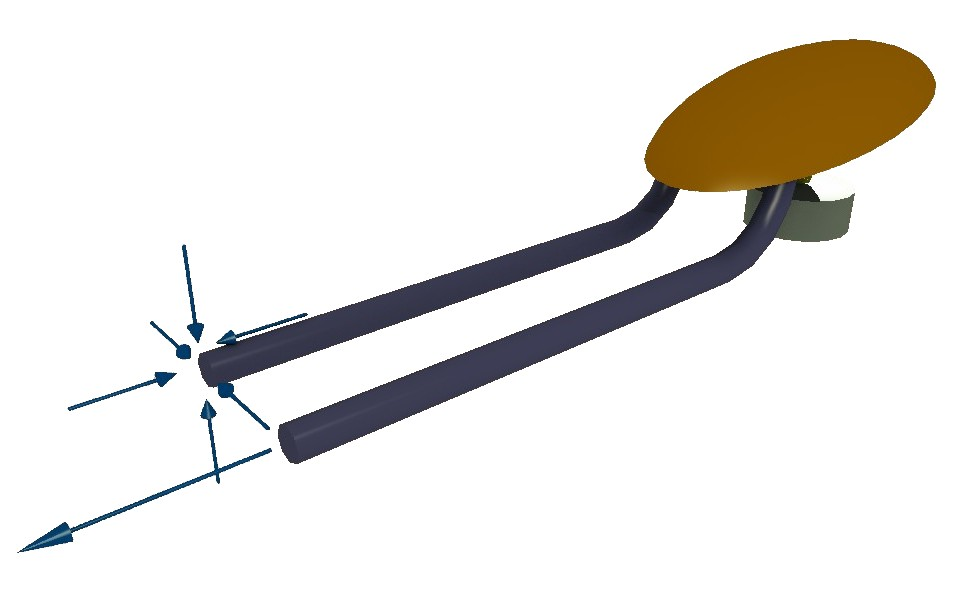
Objeto modelado no Wings 3D

Wings 3D é um software livre para modelagem 3D. Possui um enorme potencial para modelagem orgânica, sendo adotado por diversos artistas gráficos como acessório para modelagem.
O Wings 3d modela através da técnica conhecida como Subdivisão de superfícies que consiste em modelar um objeto através de sucessivas divisões. 